# Kalksteen van Lixhe
De Kalksteen van Lixhe is een serie van drie gesteentelagen in de ondergrond van het zuidwesten van het Nederlandse Zuid-Limburg. De Kalksteen van Lixhe is onderdeel van de Formatie van Gulpen en stamt uit het Krijt (het Maastrichtien, ongeveer 68 miljoen jaar geleden).

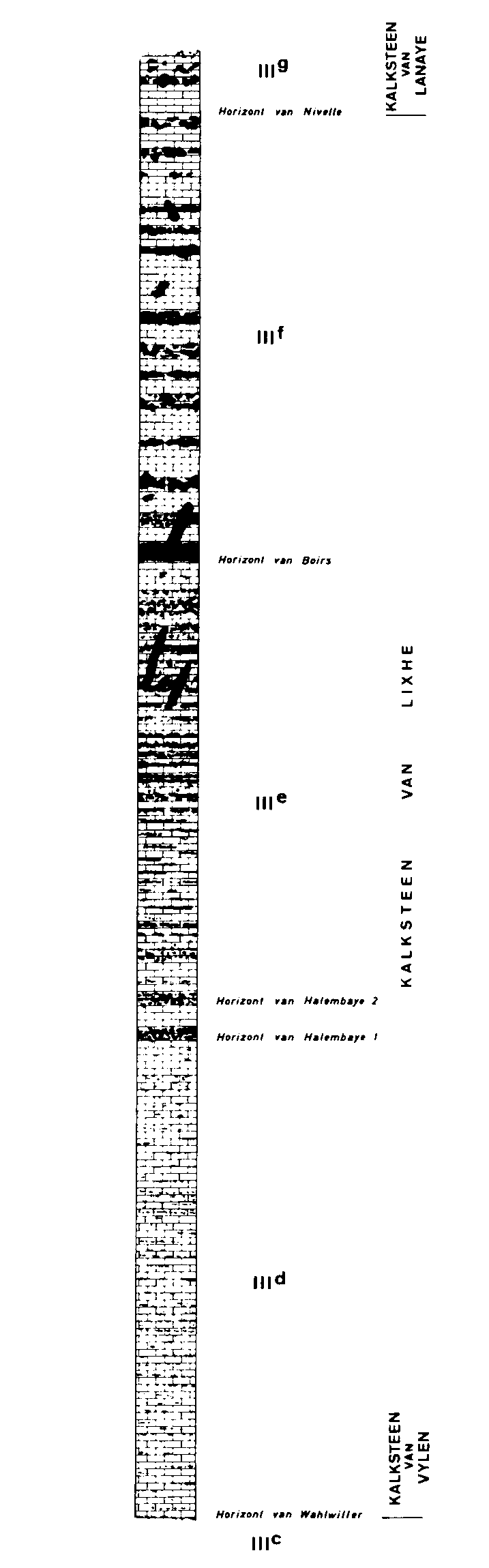
Lithologische opbouw van de Kalksteen van Lixhe aan de westzijde van de Maas in de typelocatie Groeve Dierkx te Lixhe, België

De kalksteen is vernoemd naar Lieze.

## Stratigrafie
Het Kalksteen van Lixhe bestaat uit drie lagen, het oudste is Kalksteen van Lixhe 1, het middelste is Kalksteen van Lixhe 2 en het jongste is Kalksteen van Lixhe 3. Tussen de kalksteenlagen Lixhe 1 en 2 bevindt zich de Horizont van Hallembaye 1. Tussen de kalksteenlagen Lixhe 2 en 3 bevindt zich de Horizont van Boirs.
Normaal gesproken ligt de Kalksteen van Lixhe boven op de oudere Kalksteen van Vijlen en onder de jongere Kalksteen van Lanaye, beide Formatie van Gulpen. Tussen de kalksteenlagen Lanaye en Lixhe bevindt zich de Horizont van Nivelle. Tussen de kalksteenlagen Lixhe en Vijlen bevindt zich de Horizont van Wahlwiller.

## Gebied
In de Groeve Moerslag, de ENCI-groeve, Groeve Dierkx, Groeve CBR, Groeve Kreco en groeve Dierkx werd Kalksteen van Lixhe gewonnen.
In het Vijlenerbos ligt de Groeve Zeven Wegen waar een vuursteeneluvium overgebleven is uit de Kalksteen van Lixhe.

## Kalksteen
In de ENCI-groeve heeft men een goed beeld kunnen krijgen van de verschillende kalksteenlagen van Lixhe.
Kalksteen van Lixhe 1 is zeer fijnkorrelig, lichtgrijs van kleur, en heeft veel klein vuursteen verspreid over de laag. In de ENCI-groeve heeft de laag een dikte van ongeveer vijf meter.
Kalksteen van Lixhe 2 is ook zeer fijnkorrelig, lichtgrijs van kleur, en heeft veel klein vuursteen verspreid over de laag dat deels in horizonten te vinden is. In de ENCI-groeve heeft de laag een dikte van ongeveer elf tot twaalf meter.
Kalksteen van Lixhe 3 is ook zeer fijnkorrelig, lichtgrijs van kleur, en heeft vuursteen te vinden in horizonten. In de ENCI-groeve heeft de laag een dikte van ongeveer tien tot elf meter.
De typelocatie van de Kalksteen van Lixhe is de Groeve Dierkx bij Loën.

## Zie ook

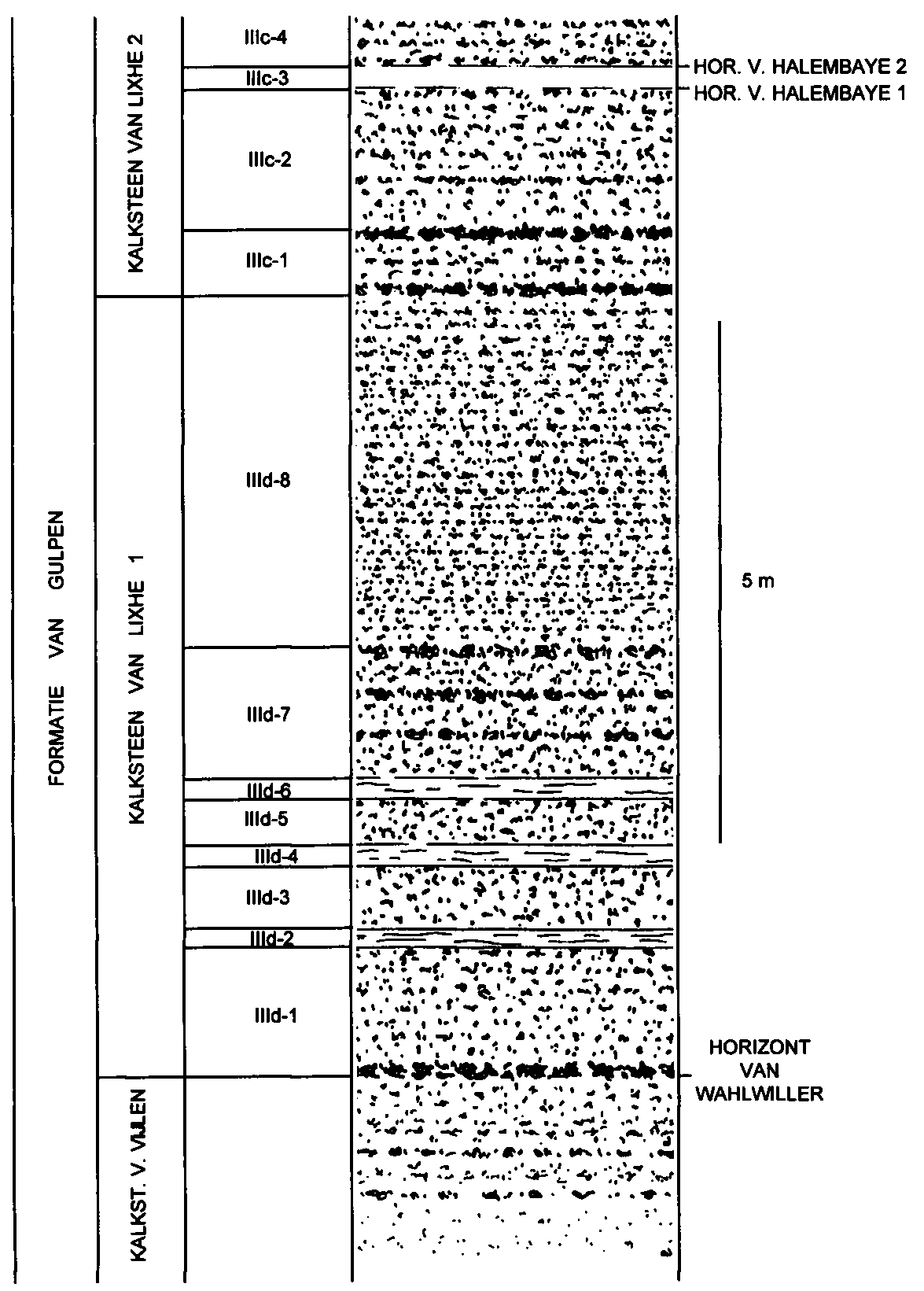
Lithologisch profiel van Kalksteen van Lixhe 1 in de ENCI
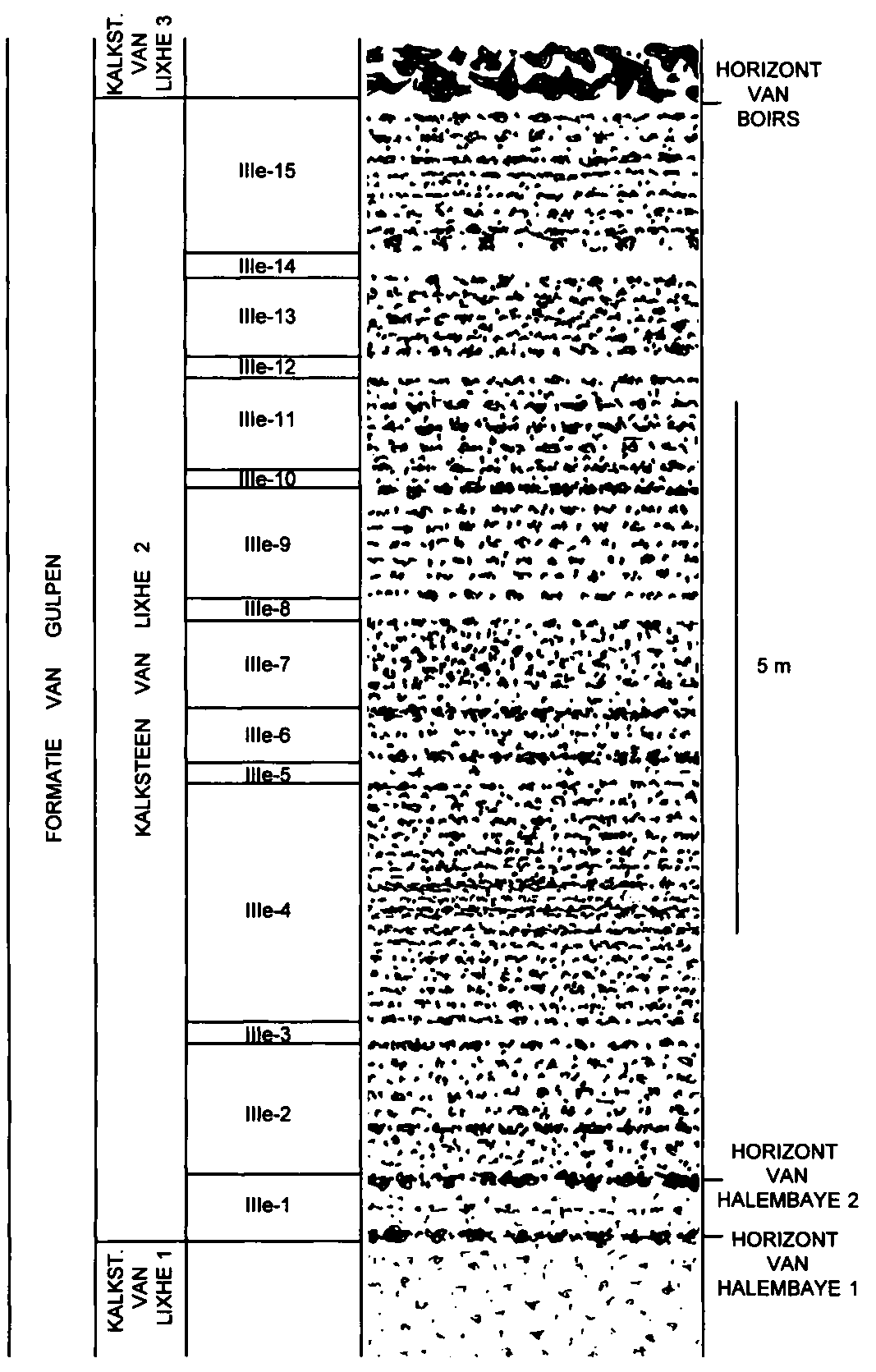
Lithologisch profiel van Kalksteen van Lixhe 2 in de ENCI
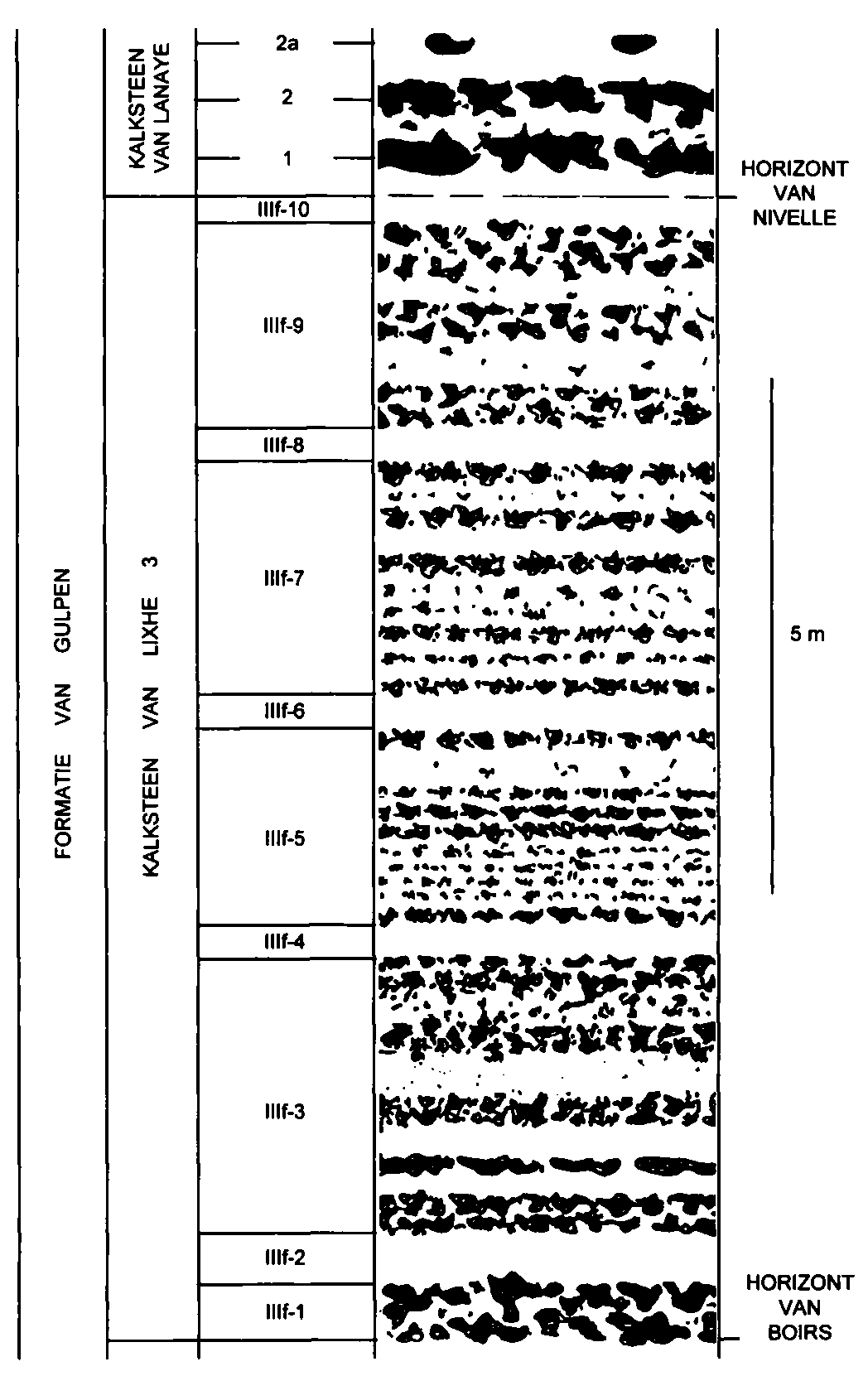
Lithologisch profiel van Kalksteen van Lixhe 3 in de ENCI
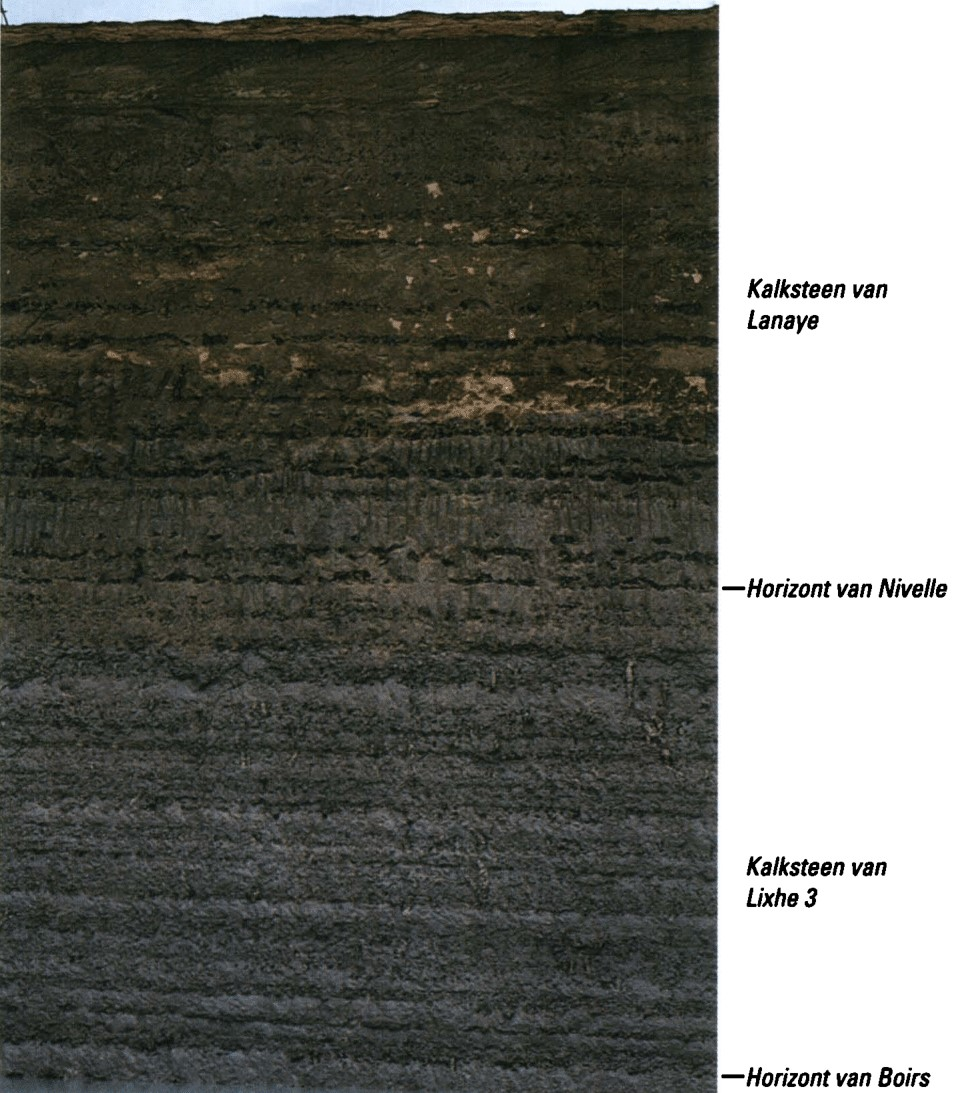
De Kalksteen van Lixhe 3 en de Kalksteen van Lanaye in de noordwand van de ENCI-groeve